# Accident de bus de 2021 en Bulgarie
L'accident d'autocar de 2021 en Bulgarie est survenu le 23 novembre 2021 à 2 h 0 heure locale lorsqu'un autocar macédonien s'est écrasé et a pris feu dans l'ouest de la Bulgarie. L'accident s'est produit sur l'autoroute Struma près du village de Bosnek, au sud-ouest de Sofia. Quarante-six personnes sont mortes lors de l'accident, dont douze enfants, et sept autres passagers ont survécu,.
La section de Dolna Dikanya à Dragichevo de l'autoroute Struma a été temporairement fermée à la suite de l'accident.

## Contexte
En 2019, la Bulgarie avait un des taux de mortalité routière les plus élevés de l'Union européenne. Après l'accident, le maire de la ville voisine de Pernik a déclaré aux médias locaux que les accidents étaient fréquents à cet endroit.
France 24 rapporte que l'autoroute avait été rénovée récemment grâce à des fonds de l'Union européenne, mais qu'une association de prévention routière avait signalé aux autorités que « cette portion comportait des passages très abrupts, sans ligne de démarcation ».

## Accident
Un autocar faisant partie d'un convoi de quatre transportant des touristes macédoniens rentrant dans la capitale Skopje après un week-end de vacances à Istanbul s'est écrasé sur une autoroute près du village bulgare de Bosnek. Le véhicule a heurté une barrière d'autoroute avant ou après avoir pris feu. Quarante-six personnes sont mortes au cours de l'accident, dont douze enfants. La majorité des autres victimes étaient âgées de 20 à 30 ans. Le ministre bulgare de l'Intérieur (en) Boyko Rashkov (bg) a décrit « une scène terrifiante » et des corps « enchevêtrés et réduits en cendres ». Sept passagers ont réussi à s'échapper par les fenêtres et ont été récupérés dans des conditions critiques avec de graves brûlures. Une erreur de pilotage ou un dysfonctionnement technique pourraient être à l'origine de l'accident. La majorité des victimes étaient des citoyens albanais de Macédoine du Nord. Un ressortissant belge fait aussi partie des survivants.
Le car était immatriculé auprès de l'agence de tourisme Besa Trans.